# Elecciones estatales de Baja California Sur de 1999
Las elecciones estatales de Baja California Sur de 1999 se realizaron el domingo 7 de febrero de 1999 y en ellas se renovaron los siguientes cargos de elección popular del estado mexicano de Baja California Sur:
- Gobernador de Baja California Sur. Titular del Poder Ejecutivo del estado, electo para un periodo de seis años, sin derecho a reelección. El candidato electo fue Leonel Cota Montaño.
- 21 diputados del Congreso del Estado. 15 electos por mayoría relativa y 6 designados mediante representación proporcional para integrar la IX Legislatura.
- 5 ayuntamientos. Compuestos por un presidente municipal y sus regidores, electos para un periodo de tres años.

La coalición que participó en el estado fue "Coalición Democrática y del Trabajo".

## Organización

### Partidos políticos
En las elecciones estatales tienen derecho a participar siete partidos políticos. Seis son partidos políticos con registro nacional: Partido Acción Nacional (PAN), Partido Revolucionario Institucional (PRI), Partido de la Revolución Democrática (PRD), Partido del Trabajo (PT), Partido Verde Ecologista de México (PVEM), y Partido Popular Socialista (PPS), y un partido político estatal: Movimiento de Renovación Política Sudcaliforniana (MRPS).

### Distritos electorales
Para la elección de diputados de mayoría relativa del Congreso del Estado de Baja California Sur el estado se divide en 15 distritos electorales.
| Distrito | Cabecera            | Municipios      | Mapa |
| -------- | ------------------- | --------------- | ---- |
| 1        | La Paz              | La Paz          |      |
| 2        | La Paz              | La Paz          |      |
| 3        | La Paz              | La Paz          |      |
| 4        | La Paz              | La Paz          |      |
| 5        | La Paz              | La Paz          |      |
| 6        | Todos Santos        | La Paz          |      |
| 7        | San José del Cabo   | Los Cabos       |      |
| 8        | Cabo San Lucas      | Los Cabos       |      |
| 9        | Ciudad Constitución | Comondú         |      |
| 10       | Ciudad Constitución | Comondú         |      |
| 11       | Ciudad Insurgentes  | Comondú         |      |
| 12       | Loreto              | Loreto, Comondú |      |
| 13       | Santa Rosalía       | Mulege          |      |
| 14       | Guerrero Negro      | Mulege          |      |
| 15       | Bahía Tortugas      | Mulegé          |      |

## Resultados

### Gobernador
|  | 54.11 % |

|  | 36.22 % |

|  | 6.08 % |

|  | 0.38 % |

|  | 0.00 % |

|  | 0.00 % |

|  | 0.00 % |

|  | 97.00 % |

|  | 3.00 % |

|  | 100.00 % |

|  | 69.33 % |

#### Resultados por Distrito Local
|  | 60.39 % |

|  | 33.91 % |

|  | 3.10 % |

|  | 0.65 % |

|  | 58.86 % |

|  | 35.33 % |

|  | 3.00 % |

|  | 0.42 % |

|  | 56.99 % |

|  | 37.16 % |

|  | 3.71 % |

|  | 0.34 % |

|  | 61.14 % |

|  | 33.99 % |

|  | 2.86 % |

|  | 0.47 % |

|  | 59.19 % |

|  | 35.09 % |

|  | 3.84 % |

|  | 0.44 % |

|  | 52.92 % |

|  | 45.89 % |

|  | 1.02 % |

|  | 0.29 % |

|  | 52.47 % |

|  | 41.34 % |

|  | 3.28 % |

|  | 0.32 % |

|  | 56.73 % |

|  | 32.58 % |

|  | 7.69 % |

|  | 0.27 % |

|  | 53.13 % |

|  | 33.44 % |

|  | 9.93 % |

|  | 0.23 % |

|  | 51.17 % |

|  | 30.20 % |

|  | 13.86 % |

|  | 0.46 % |

|  | 49.12 % |

|  | 37.34 % |

|  | 9.51 % |

|  | 0.43 % |

|  | 35.14 % |

|  | 42.87 % |

|  | 11.29 % |

|  | 0.18 % |

|  | 41.23 % |

|  | 36.97 % |

|  | 14.40 % |

|  | 0.15 % |

|  | 49.33 % |

|  | 36.83 % |

|  | 5.96 % |

|  | 0.37 % |

|  | 43.36 % |

|  | 40.12 % |

|  | 10.65 % |

|  | 0.42 % |

|  | 54.11 % |

|  | 36.22 % |

|  | 6.08 % |

|  | 0.38 % |

#### Resultados por Municipio
|  | 49.04 % |

|  | 34.46 % |

|  | 10.40 % |

|  | 0.36 % |

|  | 58.89 % |

|  | 35.88 % |

|  | 3.10 % |

|  | 0.46 % |

|  | 37.16 % |

|  | 43.46 % |

|  | 15.31 % |

|  | 0.18 % |

|  | 54.75 % |

|  | 36.66 % |

|  | 5.64 % |

|  | 0.29 % |

|  | 44.38 % |

|  | 37.67 % |

|  | 10.76 % |

|  | 0.29 % |

|  | 54.11 % |

|  | 36.22 % |

|  | 6.08 % |

|  | 0.38 % |

### Ayuntamientos
|  | 44.18 % |

|  | 37.18 % |

|  | 15.83 % |

|  | 0.04 % |

|  | 0.03 % |

|  | 0.01 % |

|  | 0.04 % |

|  | 97.41 % |

|  | 2.69 % |

|  | 100.00 % |

|  | 68.79 % |

#### Resultados por Distrito Local
|  | 59.09 % |

|  | 35.50 % |

|  | 4.89 % |

|  | 0.14 % |

|  | 58.04 % |

|  | 35.66 % |

|  | 4.98 % |

|  | 0.08 % |

|  | 54.78 % |

|  | 37.33 % |

|  | 6.18 % |

|  | 0.12 % |

|  | 59.58 % |

|  | 34.09 % |

|  | 5.05 % |

|  | 0.00 % |

|  | 57.25 % |

|  | 34.82 % |

|  | 6.37 % |

|  | 0.01 % |

|  | 49.90 % |

|  | 45.99 % |

|  | 1.65 % |

|  | 0.00 % |

|  | 47.42 % |

|  | 46.71 % |

|  | 3.46 % |

|  | 0.00 % |

|  | 53.79 % |

|  | 35.68 % |

|  | 8.11 % |

|  | 0.00 % |

|  | 32.12 % |

|  | 29.33 % |

|  | 34.68 % |

|  | 0.27 % |

|  | 34.32 % |

|  | 28.68 % |

|  | 31.93 % |

|  | 0.25 % |

|  | 39.24 % |

|  | 35.28 % |

|  | 20.91 % |

|  | 0.30 % |

|  | 15.77 % |

|  | 45.50 % |

|  | 34.08 % |

|  | 0.03 % |

|  | 0.00 % |

|  | 40.75 % |

|  | 55.73 % |

|  | 0.00 % |

|  | 0.00 % |

|  | 39.99 % |

|  | 50.69 % |

|  | 0.00 % |

|  | 0.00 % |

|  | 43.38 % |

|  | 51.27 % |

|  | 0.00 % |

|  | 44.18 % |

|  | 37.18 % |

|  | 15.83 % |

|  | 0.08 % |

#### Resultados por Municipio
|  | 34.54 % |

|  | 32.49 % |

|  | 28.28 % |

|  | 0.26 % |

|  | 57.10 % |

|  | 36.21 % |

|  | 5.13 % |

|  | 0.05 % |

|  | 10.98 % |

|  | 44.85 % |

|  | 40.26 % |

|  | 0.00 % |

|  | 50.83 % |

|  | 40.81 % |

|  | 5.94 % |

|  | 0.00 % |

|  | 0.00 % |

|  | 41.12 % |

|  | 53.02 % |

|  | 0.00 % |

|  | 44.18 % |

|  | 37.18 % |

|  | 15.83 % |

|  | 0.08 % |

### Congreso del Estado de Baja California Sur
|  | 46.54 % |

|  | 35.03 % |

|  | 12.71 % |

|  | 1.42 % |

|  | 1.32 % |

|  | 0.49 % |

|  | 0.00 % |

|  | 96.68 % |

|  | 3.32 % |

|  | 100.00 % |

|  | 67.71 % |

#### Resultados por Distrito Local
|  | 57.77 % |

|  | 31.95 % |

|  | 6.07 % |

|  | 4.03 % |

|  | 53.08 % |

|  | 33.52 % |

|  | 7.60 % |

|  | 2.75 % |

|  | 52.59 % |

|  | 32.94 % |

|  | 6.46 % |

|  | 5.70 % |

|  | 58.35 % |

|  | 31.57 % |

|  | 5.34 % |

|  | 3.29 % |

|  | 51.54 % |

|  | 31.13 % |

|  | 8.65 % |

|  | 6.15 % |

|  | 49.92 % |

|  | 44.23 % |

|  | 2.03 % |

|  | 0.74 % |

|  | 47.21 % |

|  | 43.20 % |

|  | 4.79 % |

|  | 1.73 % |

|  | 52.12 % |

|  | 33.10 % |

|  | 11.12 % |

|  | 0.87 % |

|  | 35.04 % |

|  | 31.07 % |

|  | 28.00 % |

|  | 2.41 % |

|  | 38.13 % |

|  | 30.17 % |

|  | 23.74 % |

|  | 3.19 % |

|  | 42.82 % |

|  | 37.14 % |

|  | 14.18 % |

|  | 1.95 % |

|  | 25.26 % |

|  | 48.07 % |

|  | 36.95 % |

|  | 0.00 % |

|  | 7.71 % |

|  | 39.64 % |

|  | 45.89 % |

|  | 0.00 % |

|  | 48.08 % |

|  | 36.76 % |

|  | 7.42 % |

|  | 0.00 % |

|  | 22.25 % |

|  | 35.50 % |

|  | 16.97 % |

|  | 19.24 % |

|  | 46.54 % |

|  | 35.03 % |

|  | 12.71 % |

|  | 3.24 % |

#### Resultados por Municipio
|  | 40.01 % |

|  | 35.37 % |

|  | 21.57 % |

|  | 2.40 % |

|  | 54.43 % |

|  | 33.17 % |

|  | 6.41 % |

|  | 4.05 % |

|  | 15.51 % |

|  | 39.30 % |

|  | 42.02 % |

|  | 0.00 % |

|  | 49.84 % |

|  | 37.78 % |

|  | 8.18 % |

|  | 1.27 % |

|  | 24.25 % |

|  | 37.72 % |

|  | 26.53 % |

|  | 4.60 % |

|  | 46.54 % |

|  | 35.03 % |

|  | 12.71 % |

|  | 3.24 % |